# Зноймо

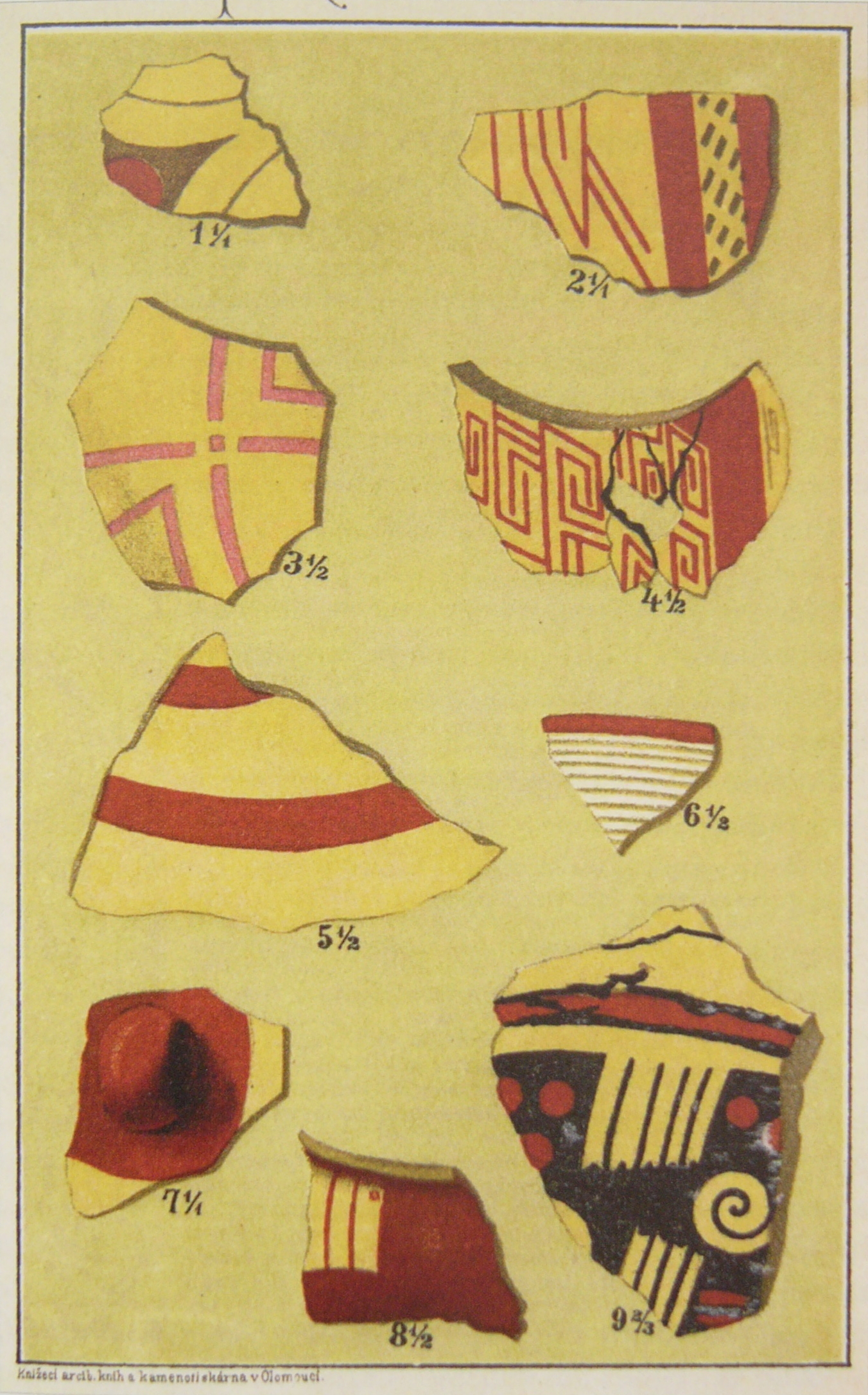
Культура моравской расписной керамики эпохи неолита (круг культур Лендьель). Образцы керамики из местности Ново-Сады (предместье Зноймо)

Зно́ймо (чеш. Znojmo), историч. Цнайм (нем. Znaim) — город в районе Зноймо Южноморавского края Чехии с населением 35 тысяч человек (2005). Расположен на левом берегу реки Дие, недалеко от границы с Австрией.

## История
Город был основан в 1226 году чешским королём Пржемыслом I Отакаром, дабы служить крепостью на южной границе Чешского королевства. Возник он вокруг замка Пржемысловичей, известного с середины XI века, но заброшенного после разорения Владиславом II в 1145 году. От этого замка сохранилась ротонда с фресками 1130-х гг.
В период феодальной раздробленности город служил центром Зноемского княжества. В декабре 1437 года в городской церкви св. Николая проходило прощание с умершим здесь императором Сигизмундом. В середине XVI века город на несколько десятилетий стал протестантским (с преобладанием анабаптистов).
После Ваграмского и Цнаймского сражений здесь было заключено (12 июля 1809 года) перемирие между Наполеоном и австрийским эрцгерцогом Карлом.

## Экономика
В Зноймо традиционно были развиты кожевенная, керамическая, обувная и текстильная промышленность. Существует производство спортивного инвентаря. Пищевая промышленность представлена виноделием и производством фруктовых и овощных консервов.

## Достопримечательности
В старом городе сохранилось немало средневековых построек, важнейшие из которых:
- Готическая церковь св. Николая (Kostel sv. Mikuláše). Построена в 1348 году королем Карлом I.
- От средневековой ратуши, разрушенной во время второй мировой войны, сохранилась 75-метровая башня (ок. 1446).
- Ротонда Святой Екатерины (XI век), сохранившаяся от замка Пржемысловичей. Интерьер украшен фресковыми росписями XII века (едва ли не старейшими в Чехии) с изображениями библейских сцен и представителей рода Пржемысловичей.

Сразу к западу от города начинается национальный парк Подийи.

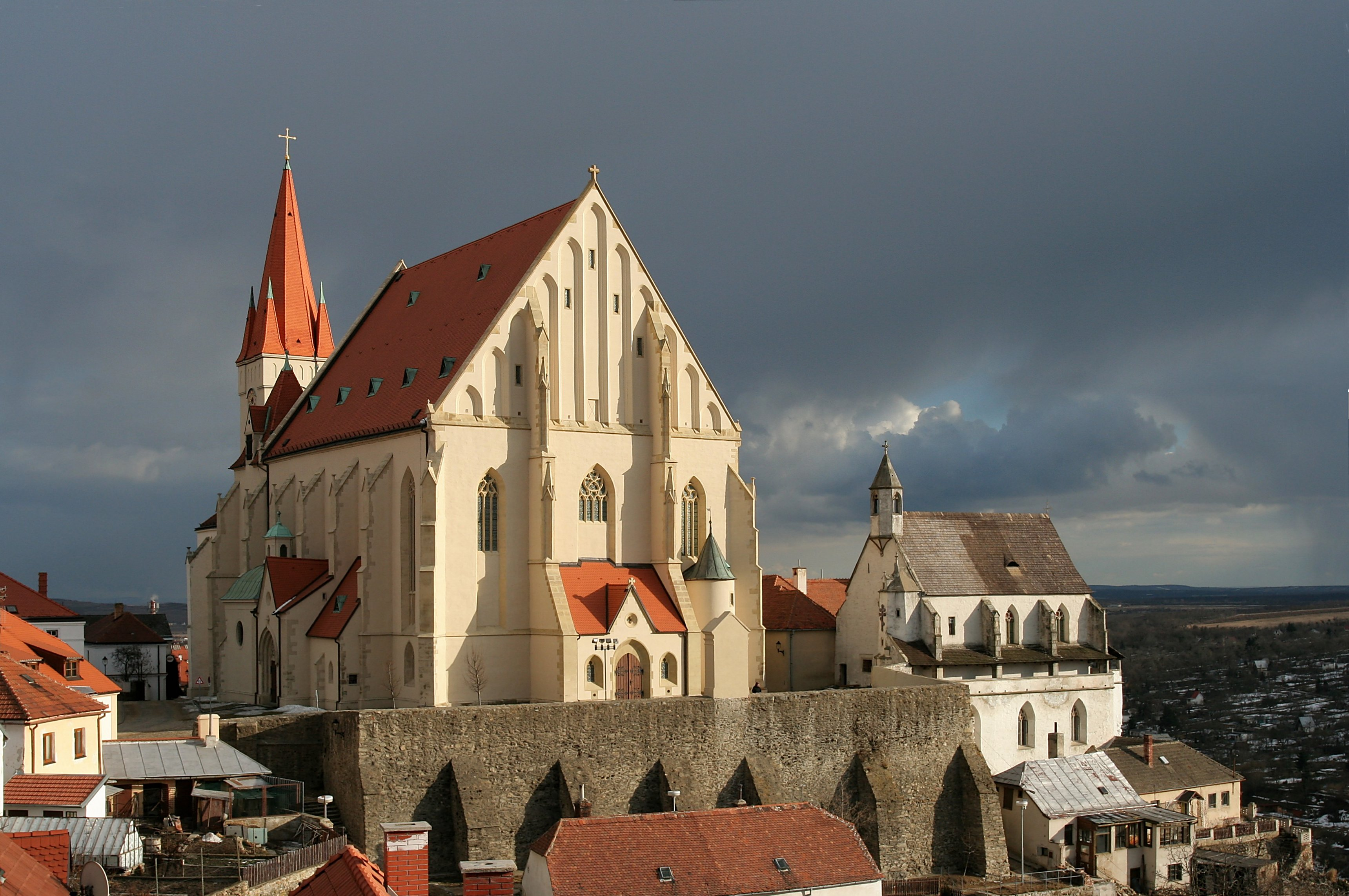
Костёл Святого Николая
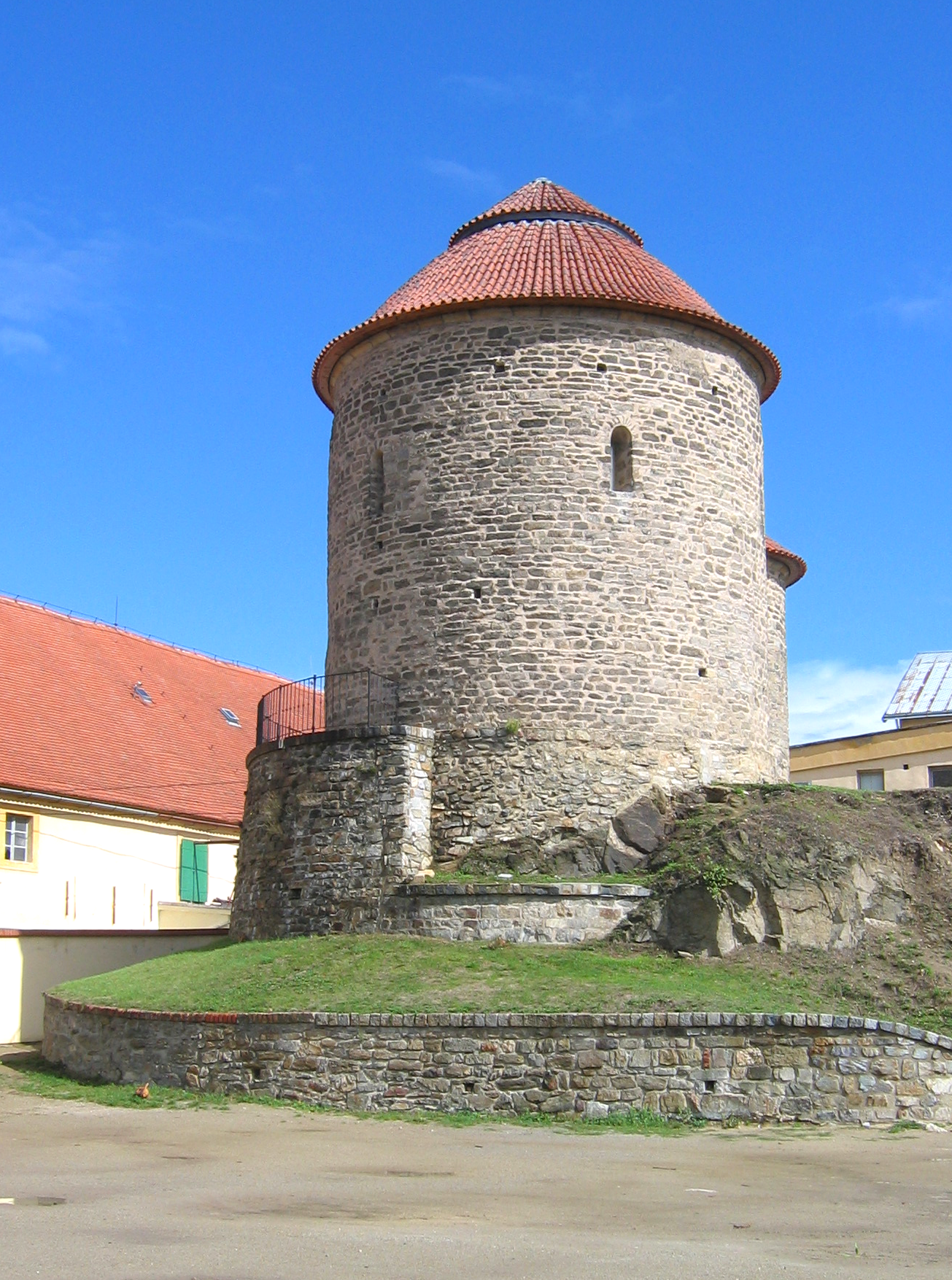
Ротонда Святой Екатерины
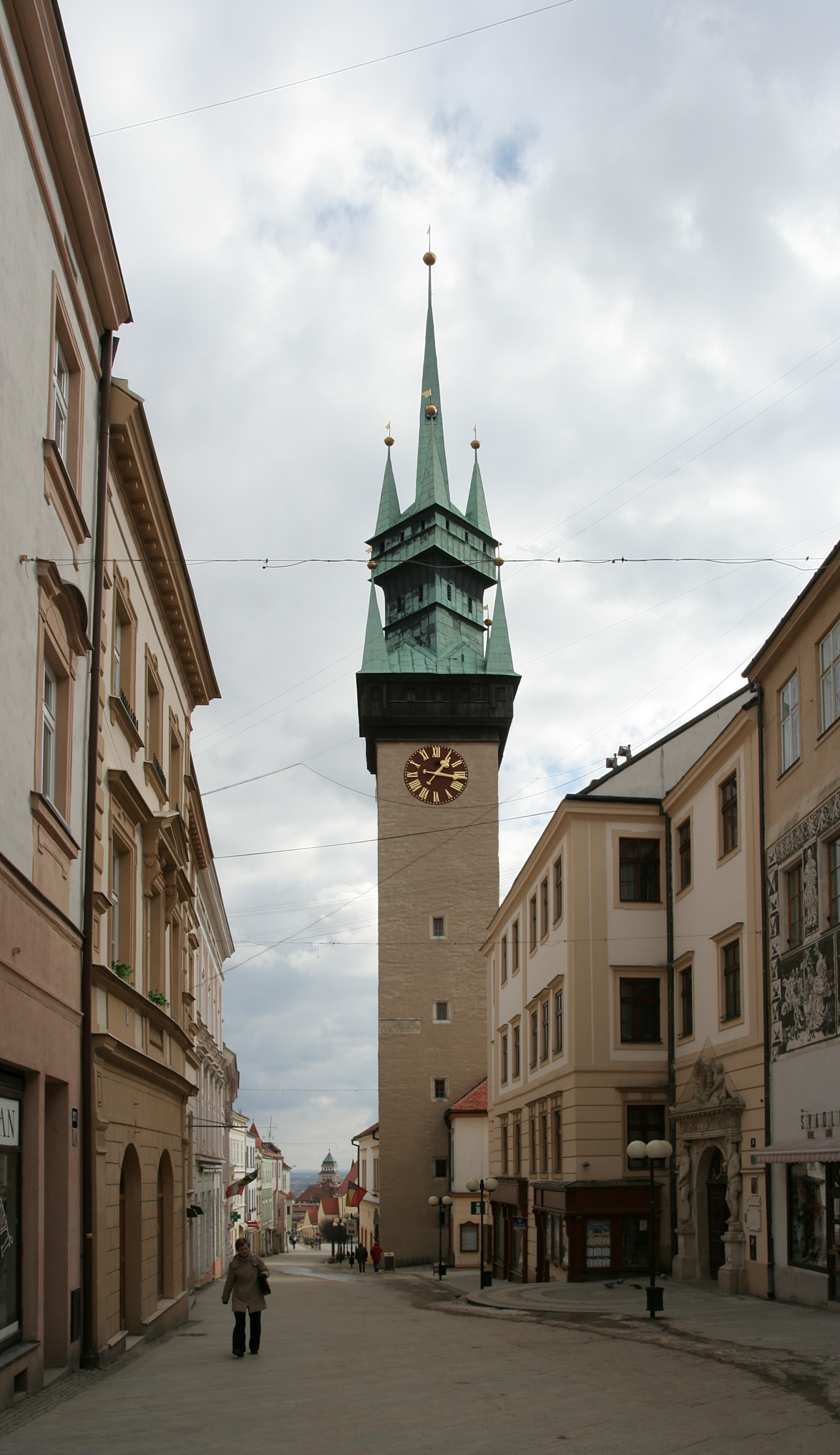
Ратушная башня
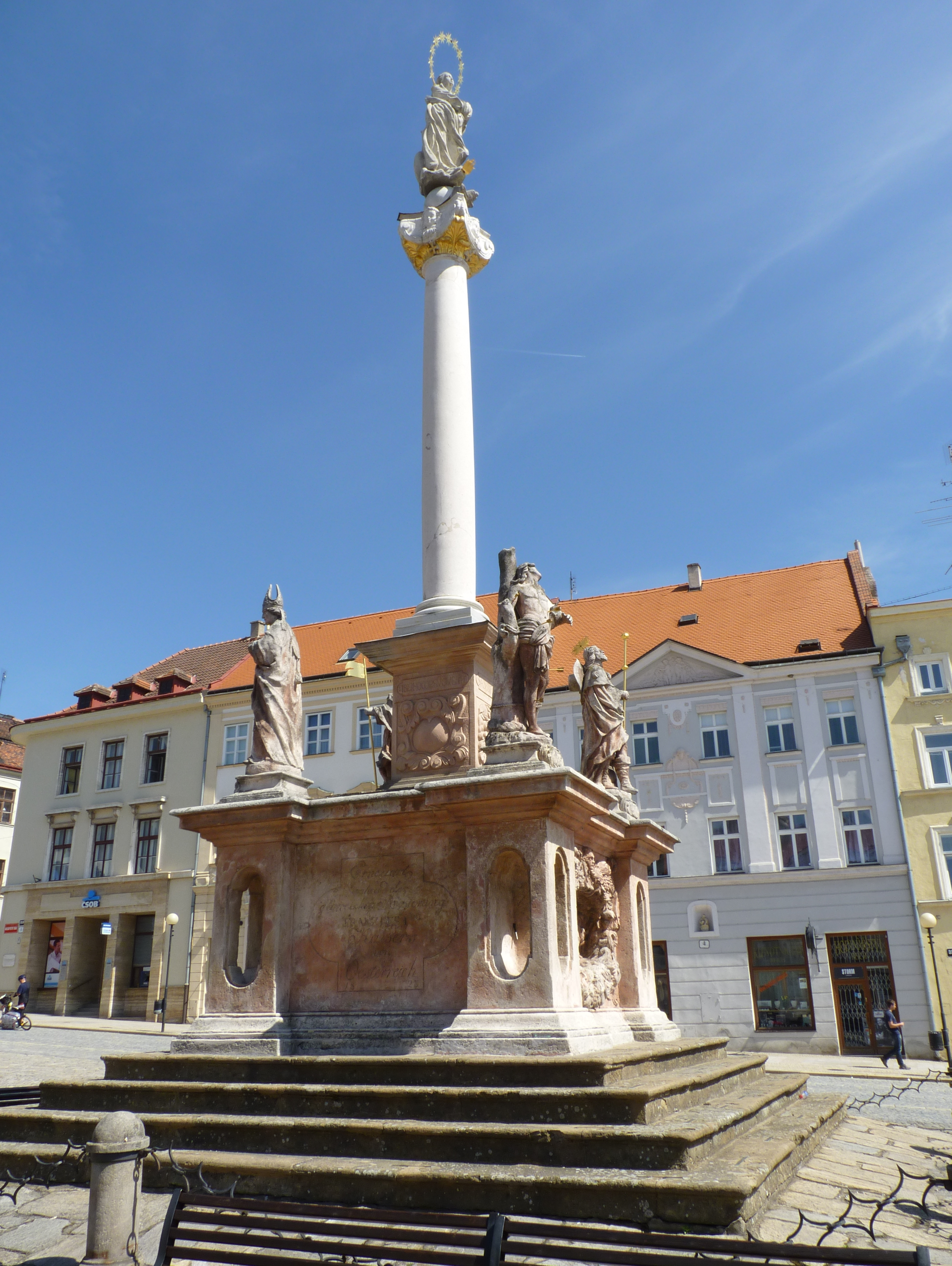
Чумная колонна

## Население
| Год  | Численность | Численность |
| ---- | ----------- | ----------- |
| 1869 | 10 415      | [ 3 ]       |
| 1880 | 18 740      | [ 7 ]       |
| 1890 | 21 153      | [ 7 ]       |
| 1900 | 23 316      | [ 7 ]       |
| 1910 | 25 840      | [ 7 ]       |
| 1921 | 25 993      | [ 7 ]       |
| 1930 | 25 855      | [ 3 ]       |
| 1950 | 21 696      | [ 3 ]       |
| 1961 | 23 929      | [ 3 ]       |
| 1970 | 26 133      | [ 3 ]       |
| 1980 | 39 271      | [ 3 ]       |
| 1991 | 39 158      | [ 3 ]       |
| 2001 | 35 758      | [ 7 ]       |
| 2014 | 33 805      | [ 8 ]       |
| 2016 | 33 787      | [ 9 ]       |
| 2017 | 33 823      | [ 10 ]      |
| 2018 | 33 719      | [ 11 ]      |
| 2019 | 33 780      | [ 12 ]      |
| 2020 | 33 765      | [ 13 ]      |
| 2021 | 33 775      | [ 14 ]      |
| 2022 | 33 370      | [ 15 ]      |
| 2023 | 34 146      | [ 16 ]      |
| 2024 | 34 160      | [ 5 ]       |

## Города-побратимы
- Нове-Замки, Словакия
- Пово[вд], Италия
- Понтассьеве, Италия
- Рец, Австрия
- Ружинов, Словакия
- Стшегом, Польша
- Торгау, Германия
- Тренто, Италия
- Хардервейк, Нидерланды